# Mikołaj Zebrzydowski (starosta raciąski)
Mikołaj Zebrzydowski herbu Radwan (ur. prawd. 1494 w Więcborku, zm. po 1568) – starosta raciąski.
Był synem starosty żnińskiego Wojciecha Zebrzydowskiego i Elżbiety Krzyckiej (siostra Andrzeja Krzyckiego), a bratem Andrzeja, Bartłomieja i Kaspra; miał też 6 sióstr. W młodości przebywał na dworze wuja, biskupa krakowskiego Andrzeja Tomickiego, nie zdecydował się jednak na drogę kariery duchownej. W 1532 ożenił się z Anną Sempelborską herbu Nałęcz, stając się zarazem właścicielem Sępólna, po jej śmierci z Anną Oporowską. Od 1546 starosta raciąski (w dobrach biskupów kujawskich, za przyczyną brata Andrzeja).
W latach pięćdziesiątych XVI w osiedlił w swoich dobrach w okolicach Więcborka licznych osadników wyznania luterańskiego, przyczyniając się tym samym do silnego rozwoju reformacji w rejonie Krajny.